# De vuelta a casa
De vuelta a casa es el primer EP del cantante venezolano Nacho. Fue lanzado el 11 de diciembre de 2020 por Universal Music Latino.
El EP se caracteriza por el estilo urbano de Nacho, donde hay una combinación de ritmos como el reguetón y música latina. Asimismo, el álbum tuvo una buena recepción después del éxito que tuvo con la canción «Raro» la cual, lo interpretó a lado de Chyno Miranda, presentando el reencuentro de Chino & Nacho, pero en esta ocasión, con la canción «Antivirus».
En este EP, están incluidas las participaciones de Chyno Miranda, Greeicy, Llane, Brytiago, Leo Mota y Juanka.

## Lista de canciones
| N.º | Título                                | Duración |  |
| 1.  | «Contigo» (con Greeicy)               | 2:50     |  |
| 2.  | «La buena»                            | 2:58     |  |
| 3.  | «Cara bonita»                         | 2:36     |  |
| 4.  | «Olvídala» (con Llane)                | 3:00     |  |
| 5.  | «Si me lo pides» (con Leo Mota)       | 3:38     |  |
| 6.  | «Antivirus» (con Chyno Miranda)       | 3:28     |  |
| 7.  | «Cara bonita» (con Juanka y Brytiago) | 3:42     |  |